# No Self Control
No Self Control ist ein Lied des britischen Pop-Rock-Musikers Peter Gabriel aus dem Jahr 1980.

## Veröffentlichung
No Self Control wurde zuerst am 5. Mai 1980 mit der B-Seite Lead A Normal Life als Single und am 30. Mai 1980 auf seinem dritten regulären Solo-Studioalbum mit dem Namen Peter Gabriel veröffentlicht. Am 3. November 2003 erschien es erneut auf dem Kompilationsalbum Hit.
Das Lied wurde von Gabriel auch live gespielt und erstmals am 8. Juni 1983 in einer Aufnahme von 1982 auf seinem ersten Livealbum Plays Live veröffentlicht. Auf der This Way Up Tour von 1986 bis 1987 wurde es von Gabriel erneut gespielt und in einer Aufnahme aus dem Lykabettus-Amphitheater in Athen, Griechenland zuerst 1990 in dem Konzertfilm PoV veröffentlicht. Weitere Veröffentlichungen dieser Aufnahme erfolgten am 16. September 2013 in dem überarbeiteten Konzertfilm Live in Athens 1987 und dem gleichnamigen Livealbum am 16. Oktober 2020. Von 2012 bis 2014 wurde das Lied erneut bei der Back to Front Tour gespielt und in dem Konzertfilm und Livealbum Back to Front: Live in London am 23. Juni 2014, sowie in den Back to Front: Encore Series von jeder einzelnen Show veröffentlicht. 2016 wurde es auch bei der gemeinsamen Rock Paper Scissors Tour mit Sting live gespielt.

## Hintergrund
Inspiriert wurde der Song von Steve Reichs Komposition Music for 18 Musicians von 1978. Bei der Aufnahme von No Self Control wirkten als Gastmusiker Robert Fripp (E-Gitarre), Phil Collins (Schlagzeug) und Kate Bush (Begleitgesang) mit.
Bevor der Song für Gabriels Studioalbum von 1980 aufgenommen wurde, wurde er von ihm unter dem Arbeitstitel I don't know how to stop live aufgeführt. Spätere Liveversionen, wie z. B. auf Plays Live von 1983, waren langsamer und gedämpfter als die Studioaufnahme.
Ein offizielles Musikvideo wurde nicht erstellt. Gabriel und seine Band von der China-1984-Tournee spielten No Self Control in Top of the Pops auf BBC One im Mai 1980.

## Inhalt und Bedeutung
No Self Control ist das Bekenntnis eines Menschen, der am Rande eines Nervenzusammenbruchs steht. Er ist im Kampf mit der Sucht und dem Gefühl der Ohnmacht, sie zu kontrollieren. Der Erzähler wird von seinem unstillbaren Hunger verzehrt und ist nicht in der Lage, sich davon abzuhalten, diesem zu frönen. Außerdem wird er nachts von starker Nervosität geplagt. Die einzige Möglichkeit, damit fertig zu werden, ist, sich auf sein Suchtverhalten einzulassen.
Die Zeile „Es gibt immer versteckte Stille, die hinter dem Stuhl wartet“ steht für die ständige Präsenz der Versuchung, der Süchtige ausgesetzt sind. Sie lauert immer und wartet auf einen Moment der Schwäche, um zuzuschlagen. Der Erzähler erkennt an, dass er mit seiner Sucht zu weit gegangen ist, und es fällt ihm schwer, sich mit seinen Taten abzufinden.
Die wiederholte Zeile „No self-control“ unterstreicht den Kampf des Erzählers, seine Sucht zu überwinden und die Kontrolle über sein Leben wiederzuerlangen. Süchtige sind sich des Schadens bewusst, den ihre Sucht verursacht, und scheinen sich dafür zu hassen. Aber trotz dieses Bewusstseins wissen sie nicht, wie sie aufhören sollen, und geraten oft in Situationen, in denen sie ihrem Verlangen nicht widerstehen können.
Am Ende vermittelt der Song ein Gefühl der Hoffnungslosigkeit und Verzweiflung, wobei der Erzähler das Gefühl hat, in einem nie endenden Kreislauf der Sucht gefangen zu sein. Die wiederholte Zeile „I don’t know how to stop“ verstärkt dieses Gefühl der Machtlosigkeit, da er nicht in der Lage ist, einen Ausweg aus seiner Sucht zu finden.

## Komposition
Ein gelooptes Sample beginnt den zweiten Song mit Phil Collins am Schlagzeug, der hier seinen neuen voluminösen Sound noch gekonnt präsentiert. Zusätzlich treten am Anfang vor allem Elemente der Minimal Music, wie das manisch wirkende vorantreibende Xylophon. Ein rastloser, gehetzt scheinender Mensch breitet seine Gefühle aus, eine nervöse Spannung breitet sich aus, die sich schließlich in einem Soundgewitter und dem verzweifelten Ausruf „No Self-Control“ entlädt, um schließlich zu der nervösen Stimmung am Anfang zurückzukehren. Schuldgefühle, Unsicherheit, unterdrückte Gefühle – vielleicht auch der Eindringling aus dem ersten Titel des Albums (Intruder), der hier mit seinen dunklen Seiten zu kämpfen hat. Das Lied wurde aufgrund seiner Dramatik zu einem der Live-Klassiker der nächsten Tourneen und gewann in seinen Konzertdarbietungen noch mehr an atmosphärischer Dichte.

## Keine Selbstkontrolle
Von diesem Lied wurde wie von allen anderen Liedern des Albums Peter Gabriel (Melt) eine deutschsprachige Version unter dem Titel Keine Selbstkontrolle kreiert, die am 2. Juni 1980 auf dem Album Ein deutsches Album in Westdeutschland erschien. Gabriel singt darauf selbst den von Horst Königstein auf Deutsch übersetzten Text. Peter Gabriel arbeitete sorgfältig mit Horst Königstein zusammen, um sicherzustellen, dass der deutschsprachige Text mehr ist als eine einfache Übersetzung des englischsprachigen Originals. Die Sprache vermittelt nicht nur die Bedeutung und die beabsichtigte Bildsprache des ursprünglichen Songs, sondern ermöglicht es den Worten auch, zur Musikalität des Liedes beizutragen.
Für die deutschsprachige Version wurde der Begleitgesang von Kate Bush unverändert von der englischsprachigen Version übernommen.

## Titelliste
- 7″ (UK)

1. No Self Control – 3:47
2. Lead a Normal Life – 4:10

## Mitwirkende

### Musiker
- Kate Bush – Begleitgesang
- Phil Collins – Schlagzeug
- Larry Fast – Synthesizer, Bearbeitung
- Robert Fripp – E-Gitarre
- Peter Gabriel – Hauptgesang
- John Giblin – E-Bass
- Dick Morrissey – Saxophon
- Morris Pert – Perkussion
- David Rhodes – E-Gitarre

### Technisches Personal
- John Dent – Soundeditor
- Peter Gabriel – Songwriter
- Steve Lillywhite – Produktion
- Hugh Padgham – Toningenieur

## Chartplatzierungen
| ChartsChartplatzierungen     | Höchstplatzierung | Wochen |
| ---------------------------- | ----------------- | ------ |
| Vereinigtes Königreich (OCC) | 33 (6 Wo.)        | 6      |

## In anderen Werken
Das Lied wurde in der dritten Staffel der US-amerikanischen Krimiserie Homicide: Life on the Street in der Folge The City That Bleeds verwendet.